# دزينيفر ماروزسان
دزينيفر ماروزسان (بالألمانية: Dzsenifer Marozsán)‏ (و. 1992  م) هي لاعبة كرة قدم، من ألمانيا، ولدت في بودابست، المجر. شاركت في كرة القدم في الألعاب الأولمبية الصيفية 2016، تلعب كلاعبة وسط.

## وصلات خارجية
- دزينيفر ماروزسان على موقع الاتحاد الدولي (مؤرشف)  (الإنجليزية)
- دزينيفر ماروزسان على موقع الاتحاد الأوربي (الإنجليزية)
- دزينيفر ماروزسان على موقع قاعدة بيانات كرة القدم.إي يو (الإنجليزية)
- دزينيفر ماروزسان على موقع ليكيب (الفرنسية)
- دزينيفر ماروزسان على موقع Soccerway.com (الإنجليزية)
- دزينيفر ماروزسان على موقع عالم كرة القدم.نت (الإنجليزية)
- دزينيفر ماروزسان على موقع كووورة
- دزينيفر ماروزسان على موقع اللجنة الأولمبية الدولية (الإنجليزية)
- دزينيفر ماروزسان على موقع أوليمبيديا (الإنجليزية)
- دزينيفر ماروزسان على موقع اللجنة الأولمبية الألمانية (الألمانية)
- Profile (بالألمانية)

```
at 
اتحاد ألمانيا لكرة القدم
```

- Player German domestic football stats (بالألمانية)

```
at 
اتحاد ألمانيا لكرة القدم
```

- اللاعب دزينيفر ماروزسان على موقع كووورة.